# Andrés Gómez
Andrés Gómez (* 27. února 1960 Guayaquil) je bývalý profesionální ekvádorský tenista, světová jednička ve čtyřhře a vítěz dvouhry na pařížském grandslamu French Open 1990.